# 열 차폐
열 차폐는 열을 발산해 외부 광원으로부터 과도한 열을 흡수하는 물질을 보호하기 위해 설계된다. 이것은 종종 배기열 관리의 형태로도 사용되고 있다.

## 용도

### 자동차
내연 기관에 의해 많은 열이 발생하기 때문에 대부분의 엔진에는 열 차폐물이 사용되어 부품 및 차체를 열 충격에서 보호한다. 보호뿐만 아니라 효과적인 열 차폐물은 보닛 내부 온도를 낮추어 성능에 도움을 줄 수 있으며 열 흡수량을 낮춘다. 방열판은 가격 면에서 다양하지만 대개 스테인레스 스틸 클립이나 고온 테이프로 쉽게 적응한다. 자동차 방열판에는 2가지 주요 유형이 있다.
- 단단한 방열판은 최근까지 견고한 강철로 만들어졌었지만 최근 들어 종종 알루미늄으로 만들어진다. 일부 단단한 열 차폐물들은 단열재를 확보하기 위해 세라믹 열 차단 코팅이 있는 알루미늄 시트 또는 기타 복합 재료로 만들어진다.

- 유연한 열 차폐물은 일반적으로 평평하거나 롤 형태로 판매되는 얇은 알루미늄 시트로 만들어지며 손으로 구부러진다. 유연한 고성능 열 차폐물은 때때로 플라즈마 스프레이를 통해 적용된 세라믹 절연과 같은 추가 기능을 포함한다. 이 최신 제품은 포뮬러 원과 같은 최고급 모터 스포츠에서 흔히 찾아볼 수 있다.

결과적으로 열 차폐물은 엔진 튜닝 단계에서 아마추어 및 전문 기술자가 장착하는 경우가 많다.
열 차폐물은 엔진 통풍구를 식히는데 사용된다. 차량이 더 빠른 속도로 주행하면 언더 후드 엔진 칸막이를 냉각시키기에 충분한 주행풍이 있지만, 차량이 저속으로 움직이거나 언덕을 올라갈때 엔진을 단열 처리해야 한다. 열 차폐물의 적절한 열 분석과 사용을 통해 엔진 통풍구를 최고의 성능으로 최적화할 수 있다.

## 같이 보기
- 대기권 진입

## 참조
1. ↑  “보관된 사본” (PDF). 2016년 9월 14일에 원본 문서 (PDF)에서 보존된 문서. 2016년 12월 14일에 확인함.